# Noel DaCosta
Noel George DaCosta (* 24. Dezember 1929 in Lagos, Nigeria; † 29. April 2002 in New York City) war ein amerikanischer Komponist, Chorleiter und Violinist nigerianisch-jamaikanischer Herkunft.

## Leben
DaCosta, der Kind von aus Jamaika stammenden Missionaren der Heilsarmee ist, wuchs teilweise in Nigeria, dann in Jamaika auf, bevor er 1940 mit seinen Eltern in die Vereinigten Staaten migrierte und nach Harlem zog. 1952 beendete er seinen Besuch auf dem Queens College mit einem Bachelor, um dann Musiktheorie und Komposition an der Columbia University bei Otto Luening und Jack Beeson zu studieren (Master 1956). Er setzte seine Studien in Italien bei Luigi Dallapiccola fort, um danach als Dozent an der Hampton University und an der City University of New York tätig zu sein. 1970 wechselte er als Hochschullehrer an die Rutgers University, wo er an der Mason Gross School of the Arts bis 2001 lehrte.
DaCostas Kompositionen zeichnen sich dadurch aus, dass Elemente des Jazz, der karibischen und der afrikanischen Musik in einen westlich-chromatischen Rahmen einfließen. Neben kammermusikalischen und orchestralen Instrumentalstücken schrieb er auch Vertonungen einiger Gedichte von Langston Hughes, Gwendolyn Brooks, Countee Cullen und der berühmten Rede von Martin Luther King, I Have a Dream. DaCosta war einer der Begründer der Society of Black Composers, die bis 1975 bestand.
Als Geiger interpretierte er nicht nur seine eigenen Werke und andere Kompositionen der klassischen Musik, sondern war auch im Jazzkontext zu hören. So nahm er mit Les McCann, Rahsaan Roland Kirk, Bernard Purdie, Roberta Flack, McCoy Tyner, Donny Hathaway, Felix Cavaliere, Willis Gator Jackson und Eddie Kendricks auf und schrieb auch die Streicherarrangements für viele weitere Alben. Seit 1975 leitete er den Triad Chorale, mit dem er im Lincoln Center ebenso wie in der Cathedral of Saint John the Divine auftrat.

## Werke (Auswahl)
- Two Pieces for Unaccompanied Cello
- Blue Mix
- Blue Memories
- Ceremony of Spirituals
- Silver Blue
- Three Short Pieces for Alto Flute
- The Singing Tortoise
- Two Songs for Julie-Ju
- Five Verses with Vamps
- Preludes for Trombone and Piano
- Round about the Mountain from Spiritual Set (1977)
- I have a dream (1977)
- Triofantasia for Violin, Viola and Cello
- Ukom Memory Songs
- Primal Rites (1983)
- Epitaphs